# Ding
Ding (kitajsko 鼎) je prazgodovinski in staroveški kitajski kotel z nogami, pokrovom in dvema ročajema. Bil je ena od najpomembnejših kitajskih bronastih posod. Izdelovali so se okrogli dingi s tremi nogami in pravokotni s štirimi nogami. Slednji so se pogosto imenovali fanding. Uporabljali so se za kuhanje, shranjevanje in obredne daritve bogovom in prednikom. Najzgodnejši najdeni dingi so keramični, izdelani v obdobju pred dinastijo Šang in najdeni v Erlitovu. Mnogo bolj znani so dingi iz bronaste dobe. Pod Džovi sta ding in privilegij opravljanja z njim povezanih obredov postala simbola oblasti. Število dovoljenih dingov je bilo odvisno od položaja v kitajskem plemstvu. Devet dingov kraljev Džova je bilo simbol njihove vladavine nad celotno Kitajsko. Dinge je izgubil prvi cesar Ši Huangdi v poznem 3. stoletju pr. n. št. Kasneje je cesarsko oblast predstavljal pečat dediščine kraljestva, izklesan iz svetega hešibija (žad). Slednji se je izgubil v obdobju petih dinastij in desetih kraljestev po propadu dinastije Tang. 

## Funkcija in raba
V kitajski zgodovini in kulturi je bilo posedovanje enega ali več starodavnih dingov pogosto povezano z močjo in oblastjo. Ding je zato pogosto implicitno pomenil simbol moči. Izraz "spraševanje po dingu" (kitajsko 问鼎, pinjin wèn dǐng) se pogosto uporablja kot sopomenka za iskanje moči. 
V zgodnji bronasti dobi Kitajske so dingi za vino in živila služili tudi verskim namenom. V obredju so bili bolj kot dingi za živila pomembni bronasti dingi za vino.  Uporabljali so se za obredna žrtvovanja prednikom, tako ljudi kot živali. Razlikovali so se po velikosti, vendar so bili na splošno precej veliki, kar kaže, da so se verjetno žrtvovale cele živali. Žrtvovanja so bila namenjena pomiritvi prednikov zaradi verovanja, da imajo duhovi sposobnost vplivanja na svet živih. Srečni predniki so za žive pomenili blagoslov in srečo. 
V zgodnjem Zahodnem Džovu so se zgodile politične in kulturne spremembe. Kralj Vu iz Džova je verjel, da so bili prebivalci Šanga pijanci in da je njihovo prekomerno uživanje vina privedlo do tega, da je njihov kralj izgubil nebeški mandat, kar je povzročilo propad dinastije Šang. Zaradi tega prepričanja so posode za živila, zlasti ding, postale pomembnejše od posod za vino. Bronaste posode so bile podvržene tako imenovani "obredni revoluciji". Ta teorija nakazuje, da se je funkcija dingov  spremenila iz izključno verske v bolj posvetno, ker jer opazno tudi v spremembi okrasja. V Zahodnem Džovu se je ding iz posode za žrtvovanje pretvoril v statusni simbol lastnika. Cesarje so začeli pokopavati z devetimi dingi, ministre s petimi in učenjake-birokrate s tremi ali enim dingom. Običaj se je ohranil daleč v obdobje vojskujočih se držav.
- Človeški obraz je bil zelo nenavaden okras dingov
- Ding iz dinastije Šang (1300-1046 pr. n. št.
- Hovmuvu ding je največji kdaj najden bronast izdelek na Kitajskem; slednji je iz dinastije Šang, najden v Anjangu
- Ding iz obdobja pomladi in jeseni ali zgodnjega obdobja vojskujočih se držav (okoli 500-450 pr. n. št., najden v Šanšiju
- Ogromen ding v parku Narodnega muzeja v Tajpeju